# 이나리구치역
이나리구치역(일본어: 稲荷口駅)은 일본 아이치현 도요카와시에 위치한 나고야 철도 도요카와선의 철도역이다. 역 번호는 TK 03이며, 섬식 승강장 1면 2선의 구조를 갖춘 지상역이다.

## 타는 곳
| 1 | ■ 도요카와 선 | 하행 | 도요카와이나리 방면                                      |
| 2 | ■ 도요카와 선 | 상행 | 고 · 히가시오카자키 · 메이테쓰나고야 · 메이테쓰기후 방면 |

## 이용 현황
- 2013년 기준 : 943명

## 역 주변
- 도요카와 연금 사무소

## 인접 역
| 나고야 철도 도요카와선 | 나고야 철도 도요카와선 | 나고야 철도 도요카와선                   |
| ---------------------- | ---------------------- | ---------------------------------------- |
| TK 02 스와초 고 방면   | ■ 도요카와선           | 도요카와이나리 TK 04 도요카와이나리 방면 |